# Činžovní dům Josefa Jihlavce II
Činžovní dům Josefa Jihlavce II je funkcionalistický dům postavený v roce 1928 podle návrhu architekta Bohumila Waiganta na objednávku královéhradeckého stavitele Josefa Jihlavce. Dům je situován v Divišově ulici (čp. 757) v Hradci Králové.

## Historie
Investor, známý královéhradecký stavitel Josef Jihlavec, podal žádost o stavební povolení v květnu 1928. S poptávkou na architektonický návrh oslovil architekta Bohumila Waiganta, se kterým již dříve spolupracoval (Činžovní dům Josefa Jihlavce I, Rejchlův dům). Waigant od roku 1919 působil ve slovenském Prešově, a touto zakázkou se po dlouhé době vrátil do Hradce Králové. V projektu na Jihlavcův dům se zřejmě nechal inspirovat aktuální architektonickou situací města (tvorba Kotěry a Gočára, nástup purismu a funkcionalismu). Dům byl realizován stavební firmou Josefa Jihlavce a k jeho kolaudaci došlo v listopadu 1928. Ve své finální podobě se dům v několika drobnostech od Waigantova návrhu liší: ve středu fasády zřejmě neměl být konkávní výklenek a také socha v něm umístěná měla mít pravděpodobně abstraktnější charakter. Po dokončení činžovního domu v něm architekt Bohumil Waigant několik let žil, v roce 1930 právě v tomto domě náhle zemřel.
V roce 1934 byl dům doplněn o nadezdívku atiky. Objekt byl ve vlastnictví Jihlavcovy rodiny až ro doku 1955, kdy propadl státu. V roce 1981 byl dům zapsán do seznamu kulturních památek.

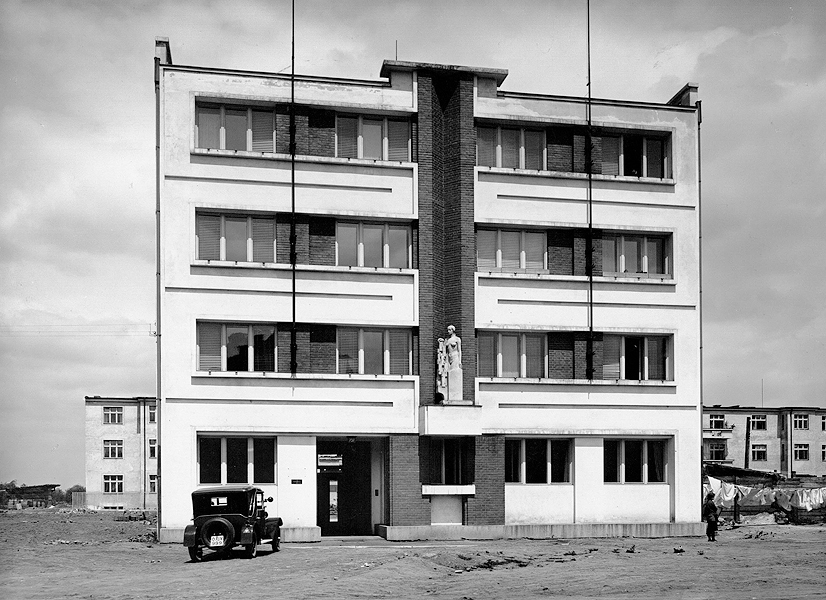
Dům Josefa Jihlavce II na záběru z 30. let 20. století

## Architektura
Třípatrový dům je pětiosý a hlavní vstup je v přízemí umístěn asymetricky ve druhé ose. V hlavním průčelí, směřujícím do Divišovy ulice, vede od prvního patra až ke střeše středem fasády konkávní výklenek z režných cihel, v prvním patře je v něm umístěna socha. Fasáda je dělena lizénami meandrovitého tvaru, okna jsou trojdílná, mezi okny pak jsou plochy režného zdiva. V zadním průčelí, směřujícím do dvora domovního bloku, je uprostřed nápadný půlkruhový rizalit schodiště.
Zajímavostí je, že dům byl jednou z prvních královéhradeckých staveb s integrovanými garážemi. Ty musely mít v bezpečnostních důvodů samočinnou ventilaci a nesměl se v nich uchovávat benzín.

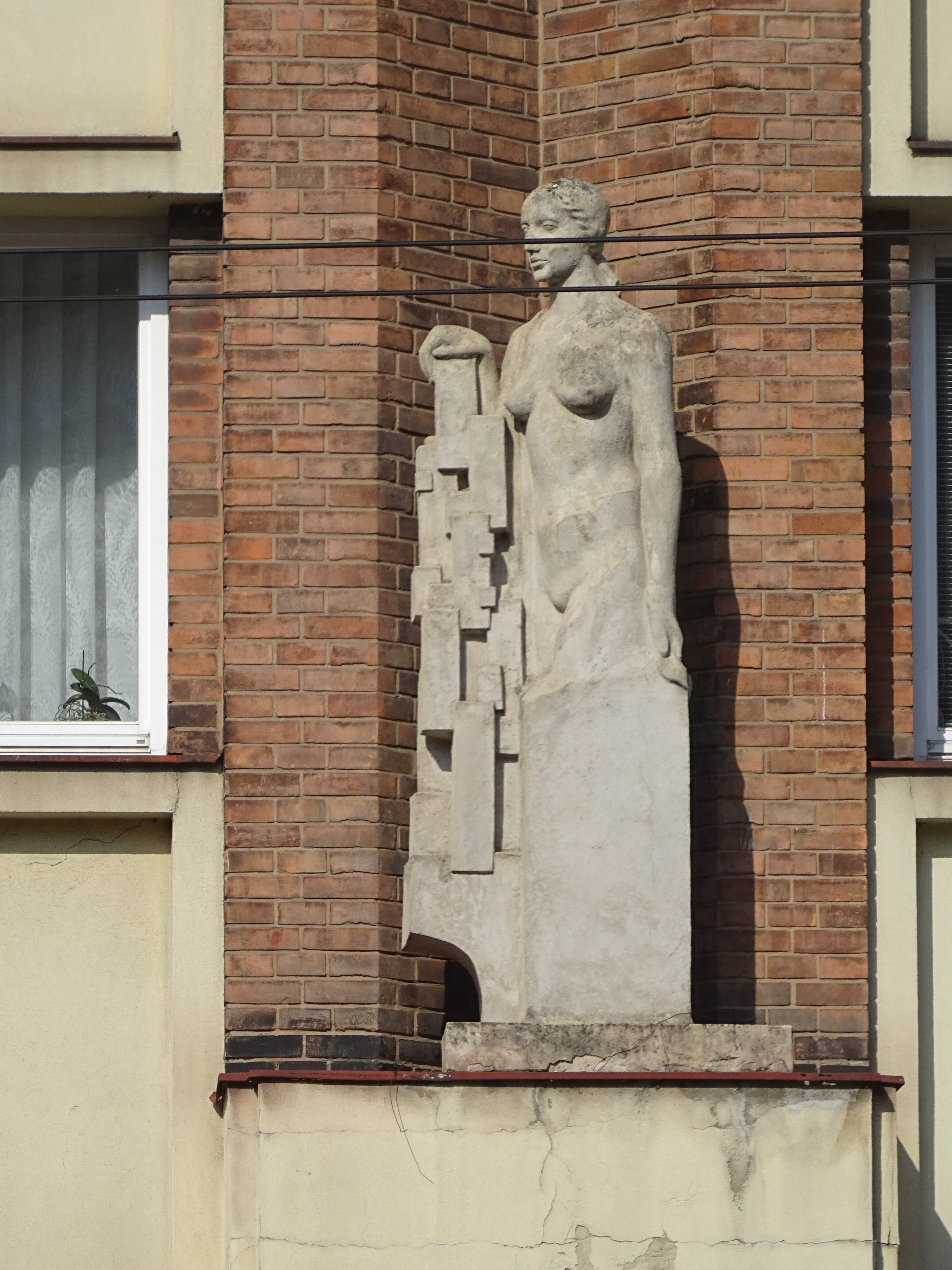

## Socha alegorie Stavitelství
Socha umístěná ve výklenku fasády představuje mladou ženu, které se přidržuje pilíře sestaveného z hranolů – symbol stavitelství. Socha je někdy též označována jako Žena s krystaly. Pochází z let 1928/29. Zatímco některé prameny jednoznačně označují za autora sochy Stanislava Suka, jiné uvádějí možné autorství Antonína Waiganta (ten ovšem zemřel již v roce 1918) nebo Josefa Škody.